# Alferberg
Alferberg ist ein Ortsteil der Ortsgemeinde Buchet im Eifelkreis Bitburg-Prüm in Rheinland-Pfalz.

## Geographische Lage
Alferberg liegt rund 2,5 km südwestlich des Hauptortes Buchet in Tallage. Umgeben ist Alferberg von einigen landwirtschaftlichen Nutzflächen sowie Wäldern im Norden und Süden. Nördlich bzw. westlich des Ortes fließt der Alfbach. Alferberg ist nahezu mit der Ortsgemeinde Bleialf zusammengewachsen.

## Geschichte
Alferberg zählte zur Bürgermeisterei Bleialf.
Vor 1794 gehörte der Ort zum Fürstentum Prüm bzw. seit der zweiten Hälfte des 18. Jahrhunderts zum kurtrierischen Amt Prüm und war der Schultheißerei Bleialf zugeordnet. Unter preußischer Verwaltung gehörte Alferberg zum Kreis Prüm im Regierungsbezirk Trier und ab 1822 zur Rheinprovinz.

## Naherholung
Nördlich des Alfbaches beginnt der Naturerlebnispfad Bleialf / Buchet. Es handelt sich um den Rundwanderweg 3 des Prümer Landes (Buchet) mit einer Länge von rund 4,5 km. Highlight am Wanderweg ist das Alfbachtal mit seiner unberührten Naturlandschaft.

## Wirtschaft und Infrastruktur

### Unternehmen
Auf der Gemarkung Alferberg ist ein Forstbetrieb ansässig. Ferner gibt es den Sportverein Bleialfs, der hier einen Fußballplatz unterhält.

### Verkehr
Es existiert eine regelmäßige Busverbindung in Bleialf.
Alferberg ist durch die Landesstraße 17 erschlossen.